# Secrétaire général du Conseil de l'Europe
Le secrétaire général du Conseil de l'Europe est une autorité élue par l'Assemblée parlementaire du Conseil de l'Europe sur recommandation du Comité des ministres, pour une période de cinq ans. Son objectif est inscrit dans le traité de Londres de 1949, principes d'idéaux et de rapprochement entre les peuples européens.
L'actuel secrétaire général est le Suisse Alain Berset et l'actuel secrétaire général adjoint est Bjørn Berge, née en Norvège. 
Le 26 juin 2019, l'Assemblée parlementaire du Conseil de l'Europe désigne Marija Pejčinović Burić pour succéder à Thorbjørn Jagland au 15 octobre 2019. Alain Berset est élu le 25 juin 2024 pour succéder à Marija Pejčinović Burić.

## Secrétariat
Le secrétariat du Conseil de l'Europe est composé d'un peu plus de 1 800 agents sous la direction d'un secrétaire général et d'un secrétaire général adjoint. L'intérêt est qu'il assiste le comité des ministres et l'Assemblée parlementaire et qu'il aide au travail de l'organisation. Il est désigné pour cinq ans et est le représentant de l'organisation à l'extérieur. Il exerce aussi un rôle administratif car il est divisé en directions. Ces agents se répartissent et assurent un travail de coopération. Il assume la responsabilité globale de l'orientation stratégique. Il détermine le budget de l'organisation et contrôle sa saine gestion. Les statuts précisent qu'il ne peut pas recevoir d'instructions et doit agir en toute indépendance. Cependant, l'indépendance est relative car il est indirectement désigné par les gouvernements.

## Secrétaires généraux successifs
| Nationalité | Secrétaire              | Prise de fonctions | Fin de mandat      |
| ----------- | ----------------------- | ------------------ | ------------------ |
| Suisse      | Alain Berset            | 18 septembre 2024  |                    |
| Croatie     | Marija Pejčinović Burić | 18 septembre 2019  | 18 septembre 2024  |
| Norvège     | Thorbjørn Jagland       | 1er octobre 2009   | 18 septembre 2019  |
| Royaume-Uni | Terry Davis             | 1er septembre 2004 | 31 août 2009       |
| Autriche    | Walter Schwimmer (de)   | 1er septembre 1999 | 31 août 2004       |
| Suède       | Daniel Tarschys (de)    | 1er juin 1994      | 1er septembre 1999 |
| France      | Catherine Lalumière     | 1er juin 1989      | 31 mai 1994        |
| Espagne     | Marcelino Oreja Aguirre | 1er octobre 1984   | 1er juin 1989      |
| Autriche    | Franz Karasek           | 1er octobre 1979   | 1er octobre 1984   |
| RFA         | Georg Kahn-Ackermann    | 17 septembre 1974  | 17 septembre 1979  |
| Autriche    | Lujo Tončić-Sorinj      | 16 septembre 1969  | 16 septembre 1974  |
| Royaume-Uni | Peter Smithers          | 16 mars 1964       | 15 septembre 1969  |
| Italie      | Lodovico Benvenuti      | 19 septembre 1957  | 15 mars 1964       |
| France      | Léon Marchal            | 21 septembre 1953  | 24 septembre 1956  |
| France      | Jacques Camille Paris   | 11 août 1949       | 17 juillet 1953    |

## Résidence
La villa Massol est le lieu de résidence du Secrétaire général du Conseil de l'Europe, à proximité de l'hypercentre de Strasbourg.